# Eois hocica
Eois hocica là một loài bướm đêm trong họ Geometridae.